# Azienda ospedaliero-universitaria pisana
L'azienda ospedaliero-universitaria pisana (abbreviato AOUP) è il principale istituto ospedaliero di Pisa; opera in sinergia con l'Università di Pisa, della quale rappresenta la sede centrale della scuola di medicina.
Si compone di due presidi: l'Ospedale Santa Chiara e l'Ospedale Cisanello.
Per numero di posti letto, e di ricoveri, rappresenta uno dei principali poli ospedalieri, in Toscana e in Italia, con notevoli percentuali di ricoveri extra-regionali.
Secondo Agenas nel 2023 l’Azienda Ospedaliero Universitaria Pisana si classifica come terzo migliore ospedale, in assoluto, in Italia.
A seguito di un’indagine da parte del ministero della salute, l’AOU Pisana si classifica come quinta in Italia (nonché seconda struttura pubblica) per attrattività extra-regionale nelle procedure mediche ad alta complessità e specializzazione.
L’ospedale è sede di un DEA di II livello, ovvero centro traumi ad alta specializzazione, nonché l’unico ospedale regionale ad essere dotato di un centro grandi ustioni.

## Storia
L'azienda ospedaliera pisana è un ente di diritto pubblico fondato negli anni '90, erede degli 'Spedali Riuniti di Santa Chiara e dell'antico Ospedale di Santa Chiara, uno dei più antichi ospedali del mondo ancora in attività, fondato nel 1257.
La storia dell'ospedale di Pisa ebbe inizio nel 1277, quando il Comune di Pisa decise di creare un ospedale per i poveri e i bisognosi. L'ospedale venne costruito accanto alla chiesa di San Martino e dedicato a San Lazzaro, il patrono degli infermi. Inizialmente, l'ospedale era gestito dai frati agostiniani, ma nel 1295 venne affidato ai frati ospedalieri di San Giovanni di Dio.
Nel corso dei secoli successivi, l'ospedale di Pisa venne ampliato e ristrutturato più volte per far fronte alle crescenti esigenze della popolazione. Nel 1564, il Granduca di Toscana Cosimo I de' Medici decise di riformare l'ospedale e di affidarne la gestione alle Suore Ospedaliere di San Giovanni di Dio. Le suore rimasero alla guida dell'ospedale per oltre tre secoli, fino al 1870, quando l'ospedale venne trasformato in un'azienda autonoma.
Nel corso dell'Ottocento, l'ospedale di Pisa subì un'ulteriore trasformazione quando venne deciso di fondare una scuola di medicina. Nel 1859 venne quindi istituita la Scuola Normale Superiore, un istituto di eccellenza destinato alla formazione di medici e chirurghi. Nel 1870, l'ospedale di Pisa venne fuso con l'Università di Pisa.
Il presidio ospedaliero di Santa Chiara sta vedendo, dal 2004, intensi lavori di trasferimento delle sue attività cliniche verso la sede di Cisanello, che sarà destinata ad essere, entro i prossimi anni, l'unico ospedale universitario della città.

## Organizzazione
L'AOUP è dotata, al 2021, di 1108 posti letto, di cui 1000 di degenza ordinaria e 108 di day hospital, integrati in oltre 120 unità operative di area clinica, e numerosi percorsi integrati di cura, afferenti a dieci dipartimenti ad attività integrata (D.A.I.) e otto dipartimenti di area tecnico-universitaria:
- D.A.I. Cardiotoracovascolare
- D.A.I. Emergenza e accettazione
- D.A.I. Materno infantile
- D.A.I. Specialità mediche
- D.A.I. Specialità mediche e chirurgiche
- D.A.I. Neuroscienze
- D.A.I. Oncologico
- D.A.I. Chirurgia e medicina endocrina e dei trapianti
- D.A.I. Anestesia e rianimazione
- D.A.I. Chirurgia addominale e urologia
- D.A.I. Medicina radiologica, nucleare e di laboratorio
- Dipartimenti area tecnica, amministrativa e universitariaVista aerea della sede di Cisanello

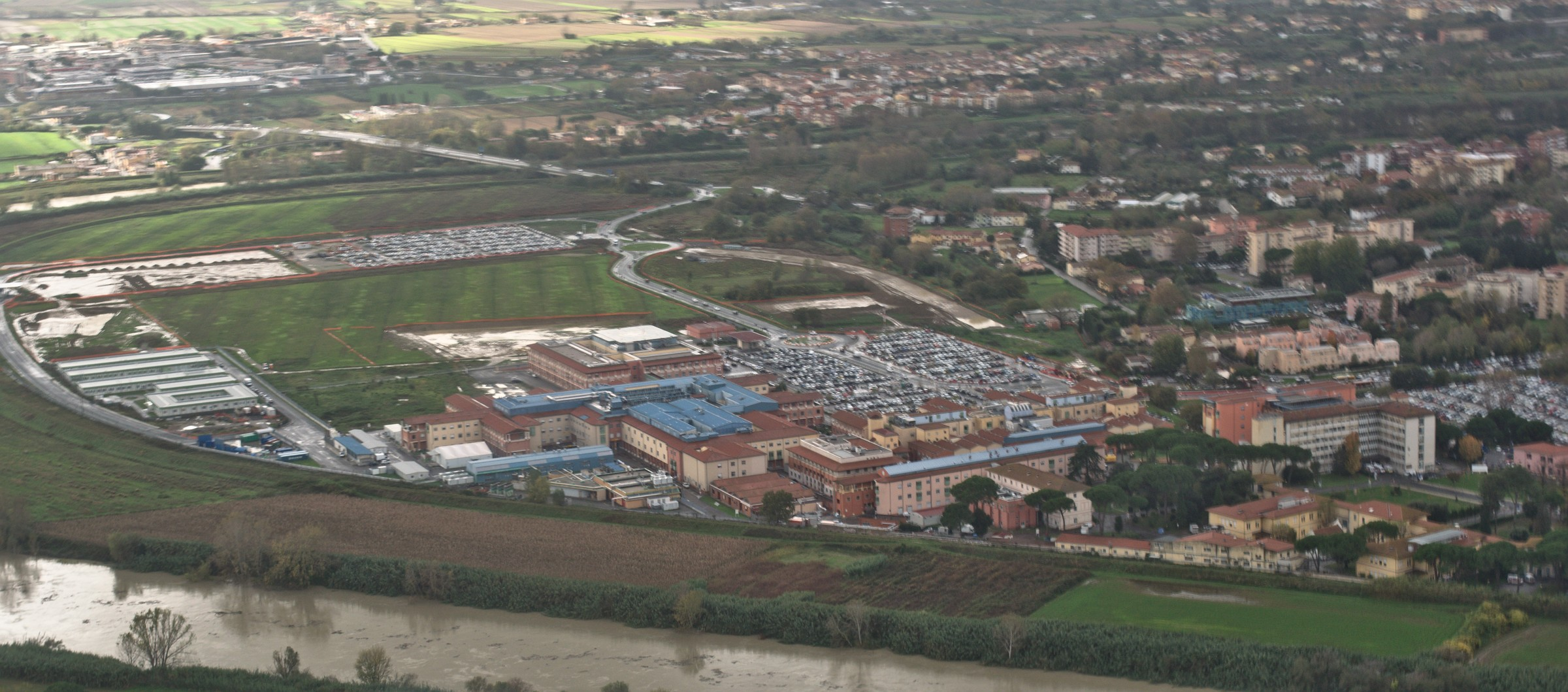
Vista aerea della sede di Cisanello

L'azienda presenta dei centri clinici ad alta specializzazione, quali:
- Centro clinico reumatologico
- Centro clinico colon-retto
- Centro clinico protesico
- Centro clinico oncologico ortopedico
- Trauma center
- Centro clinico torace
- Centro clinico cuore
- Centro clinico pancreas
- Centro clinico proctologico e del pavimento pelvico
- Centro clinico chirurgia del peritoneo
- Centro clinico malattie neurodegenerative-Parkinson e disordini del movimento
- Centro clinico malattie neuromuscolari
- Centro clinico multidisciplinare di chirurgia robotica
- Centro clinico endocrino-chirurgico
- Centro clinico senologico
- Centro clinico di simulazione e formazione NINA
- Centro aziendale di medicina di genere

## Aree di eccellenza
Il policlinico universitario di Pisa presenta numerose aree di eccellenza, attestate da numerosi enti nazionali, tra cui l'endocrinologia, la trapiantologia, la cardiologia, la gastroenterologia e tutta la chirurgia generale.
In particolare, l'azienda si colloca come prima in Italia per quanto riguarda i trapianti di fegato e ai primissimi posti per le attività di coleicistectomia laparoscopica, chirurgia colo-rettale, chirurgia epatica e pancreatica, chirurgia toracica, chirurgia renale, chirurgia esofagea, ginecologia oncologica e la cura dei tumori endocrini (per la quale si qualifica come uno dei centri con la più ampia casistica a livello internazionale).
Il gruppo di patologia medico-chirurgica della tiroide di Pisa è riconosciuto essere il principale in Europa e tra i migliori al mondo. Il centro è stato fautore di invenzioni e tecniche chirurgiche divenute standard in tutto il mondo.

### Chirurgia robotica
A Pisa è presente il più grande centro pubblico di chirurgia robotica in Europa, operante in molti settori, tra i quali la chirurgia generale, i trapianti d'organo, l'urologia e la chirurgia toracica.
Sempre a Pisa, è stato eseguito dal prof. Ugo Boggi, il primo trapianto di pancreas robotico al mondo.
Rilevante è la clinica di chirurgia cardiotoracica robotica diretta dalla prof.ssa Franca Melfi.